# La legione dei dannati
La legione dei dannati è un film del 1969 diretto da Umberto Lenzi.

## Trama
Nel giugno del 1944 gli Alleati devono dare inizio alla liberazione dell'Europa sbarcando in Normandia. Tuttavia le coste francesi sono state fortificate dai tedeschi per impedire lo sbarco, anche se essi non sanno né il luogo, né il giorno esatti in cui avverrà.
Gli Alleati affidano al colonnello inglese Henderson una missione: formare un reparto di commando e raggiungere le coste francesi nei pressi di Le Havre, cioè a est della Normandia, per indurre i tedeschi a credere che lo sbarco avverrà lì.
A comandare le truppe tedesche in quella zona c'è il colonnello Ackerman, un ufficiale che aveva combattuto in Nord Africa, dove aveva annientato il reparto comandato da Henderson. 
Arrivati alla spiaggia, i commando fanno saltare alcune mine subacquee e neutralizzano dei bunker, ma l'arrivo di altri tedeschi li costringe a fuggire nell'entroterra dove, dopo vari inseguimenti in cui perdono la vita diversi componenti del gruppo, riescono a distruggere un enorme cannone montato su rotaie.